# Esromsee
Der Esromsee (dän. Esrum sø) ist nach dem Arresø der zweitgrößte See Dänemarks und liegt in der Region Hovedstaden auf der Insel Seeland.
Die Fläche des Sees beträgt 17 km², die Wassertiefe erreicht maximal 22 m. Zwischen Süd- und Nordspitze liegen 8,4 km. An seinem Westufer erstreckt sich der Wald Gribskov, am Ostufer liegt Schloss Fredensborg.